# Criptozoologia

Silhouette del mostro di Loch Ness secondo le diverse descrizioni dei testimoni

La criptozoologia è una pseudoscienza e una subcultura il cui ambito di interesse ricade nei criptidi (in inglese cryptids), ossia esseri collocati tra gli animali leggendari e quelli la cui esistenza è controversa o infondata, in particolare quelli popolari nel folclore come il mostro di Loch Ness, lo Yeti e il chupacabra.  Il termine criptozoologia, proposto nel 1983 da John Wall, è composto dal greco antico κρυπτός?, kryptós, "nascosto" e zoologia, e significa quindi «studio degli animali nascosti».
Le speculazioni della criptozologia possono riguardare anche la presunta esistenza attuale di animali realmente esistiti in passato ma oggi estinti, come il Megalodonte, e di animali realmente esistenti in tempi odierni ma in areali completamente diversi. Poiché non segue il metodo scientifico, la criptozoologia è considerata una pseudoscienza: non è né una branca della zoologia né uno studio sul folclore. È stata originariamente fondata negli anni '50 dagli zoologi Bernard Heuvelmans e Ivan T. Sanderson.

## Storia
La nascita della ricerca di specie animali, la cui presenza non è scientificamente dimostrata, viene ricondotta al libro Sulle piste delle bestie ignote, che venne scritto dallo zoologo Bernard Heuvelmans e dal suo collega Ivan Terence Sanderson, mentre il termine criptozoologia venne introdotto nel 1959 da Lucien Blancou, anch'egli impegnato nella ricerca dei cosiddetti criptidi. La Società Internazionale di Criptozoologia, fondata nel 1982 durante una conferenza al Smithsonian Institution, venne chiusa nel 1998 per problemi finanziari.

## Status della disciplina
La criptozoologia è una disciplina discussa e viene spesso (ma non necessariamente) considerata una pseudoscienza, criticandone l'eccessivo affidarsi all'aneddotica. Sul fatto che esistano certamente numerose specie ancora sconosciute alla scienza, invece, non c'è alcun disaccordo tra gli zoologi e le continue scoperte di nuove specie lo confermano.

## Ambito di ricerca
Tra le specie di cui non è mai stata provata l'esistenza si possono citare lo Yeti o il Sasquatch.
Altri criptidi molto conosciuti sono il Chupacabra, il Mokele mbembe, il Mostro di Loch Ness, la Bestia del Gévaudan, lo Yowie e il Ninki Nanka, ma le schiere di creature "nascoste" sono molto ampie, e includono animali meno noti quali lo Iemisch, il Buru o il Kongamato.
Alcune specie tra quelle considerate dalla criptozoologia negli ultimi anni sono diventate note alla scienza come il Calamaro gigante.

## Alcune specie studiate dalla criptozoologia

### Ominidi
Tra le forme zoologiche di cui si occupa la criptozoologia, non mancano gli ominidi.
Nel 2003 la scoperta dei resti fossili dell'uomo di Flores, in una caverna sull'omonima isola indonesiana, è stata citata dal paleontologo Henry Gee come possibile evidenza che altri ominidi come il leggendario Orang pendek (piccolo uomo di Sumatra) possano esistere ed essere scoperti come forme viventi o resti fossili, nelle foreste delle isole indonesiane.
In queste isole esistono molte leggende locali legate all'esistenza di ominidi. In particolare sull'isola di Flores tradizioni locali parlano di un piccolo popolo di uomini chiamati Ebu Gogo dagli indigeni, alti circa un metro, pelosi, viventi al tempo dell'arrivo dei primi coloni olandesi e sopravvissuti fino ad un secolo fa. Questi piccoli uomini sarebbero vissuti in alcune caverne dell'isola, vicino alle pendici del vulcano Ebu Lobo, ed avrebbero avuto l'abitudine di razziare i campi coltivati, provocando infine la reazione della popolazione locale di lingua Nage, che avrebbe riunito gli Ebu Gogo offrendo loro fibre di palma da usare per costruire indumenti, e quindi appiccato il fuoco bruciandoli vivi in una caverna; solo una coppia adulta sarebbe riuscita a sfuggire al rogo fuggendo nel cuore della foresta.